# 扎托卡 (別爾哥羅德-德涅斯特羅夫斯基區)
扎托卡（羅馬化：Zatoka，羅馬尼亞語： 或 Bugaz），是烏克蘭南部敖德萨州比爾霍羅德-德涅斯特羅夫斯基區卡罗利诺-布哈兹市镇内的市级鎮，位於比薩拉比亞歷史性地區。人口数量為1,959人（2021年估计） 。
在乌克兰语中，“zatoka”是指“海灣”的意思。

## 地理
扎托卡位於德涅斯特河口的沙嘴上，靠近德涅斯特河流入黑海的地方，所以該鎮是當地的海灘度假勝地。
此外，扎托卡也有一個小港口和一個碼頭，是比爾霍羅德-德涅斯特羅夫斯基區港口的一部分。
它距離敖德薩約60公里，而距離區府比爾霍羅德-德涅斯特羅夫斯基市則約18公里。